# ثيو آدامز
ثيو آدامز (بالإنجليزية: Theo Adams)‏ هو لاعب كرة قدم أمريكية أمريكي، ولد في 24 أبريل 1966 في سان فرانسيسكو في الولايات المتحدة.

## وصلات خارجية
- ثيو آدامز على موقع مرجع كرة القدم المحترفة.كوم (الإنجليزية)